# Copa de la Reina de Fútbol 1989
La Copa de la Reina de fútbol 1989 es la VII edición del torneo de copa en España.
El CFF Parque Alcobendas se proclamó campeón por primera vez en su historia. La final se disputó el 25 de junio de 1989 en el Estadio Las Gaunas de Logroño.

## Sistema de competición
La competición se desarrolló por sistema de eliminación directa, con partidos a doble vuelta, excepto la final, jugada a partido único.

## Cuadro de resultados
|  | Cuartos de final                | Cuartos de final                | Cuartos de final                |   |                       | Semifinales              | Semifinales              | Semifinales              |  |                       | Final               | Final               |  |
|  | 28 de mayo - 4 de junio de 1989 | 28 de mayo - 4 de junio de 1989 | 28 de mayo - 4 de junio de 1989 |   |                       | 11 - 18 de junio de 1989 | 11 - 18 de junio de 1989 | 11 - 18 de junio de 1989 |  |                       | 25 de junio de 1989 | 25 de junio de 1989 |  |
|  |                                 |                                 |                                 |   |                       |                          |                          |                          |  |                       |                     |                     |  |
|  |                                 |                                 |                                 |   |                       |                          |                          |                          |  |                       |                     |                     |  |
|  | CFF Parque Alcobendas           | 8                               | 4                               |   |                       |                          |                          |                          |  |                       |                     |                     |  |
|  | CFF Parque Alcobendas           | 8                               | 4                               |   |                       |                          |                          |                          |  |                       |                     |                     |  |
|  | FF Torroella                    | 0                               | 2                               |   |                       |                          |                          |                          |  |                       |                     |                     |  |
|  | FF Torroella                    | 0                               | 2                               |   | CFF Parque Alcobendas | 2                        | ?                        |                          |  |                       |                     |                     |  |
|  |                                 |                                 |                                 |   | CFF Parque Alcobendas | 2                        | ?                        |                          |  |                       |                     |                     |  |
|  |                                 |                                 | Tradehi CF                      | 1 | ?                     |                          |                          |                          |  |                       |                     |                     |  |
|  | RCD Español                     | 2                               | Tradehi CF                      | 1 | ?                     | 2                        |                          |                          |  |                       |                     |                     |  |
|  | RCD Español                     | 2                               |                                 |   |                       |                          |                          |                          |  |                       |                     |                     |  |
|  | Tradehi CF (p)                  | 1                               | 1                               |   |                       |                          |                          |                          |  |                       |                     |                     |  |
|  | Tradehi CF (p)                  | 1                               | 1                               |   |                       |                          |                          |                          |  | CFF Parque Alcobendas | 4                   |                     |  |
|  |                                 |                                 |                                 |   |                       |                          |                          |                          |  | CFF Parque Alcobendas | 4                   |                     |  |
|  |                                 |                                 | Añorga KKE                      | 2 |                       |                          |                          |                          |  |                       |                     |                     |  |
|  | Añorga KKE                      | 9                               | Añorga KKE                      | 2 | ?                     |                          |                          |                          |  |                       |                     |                     |  |
|  | Añorga KKE                      | 9                               |                                 |   |                       |                          |                          |                          |  |                       |                     |                     |  |
|  | Racing Principado               | 0                               | ?                               |   |                       |                          |                          |                          |  |                       |                     |                     |  |
|  | Racing Principado               | 0                               | ?                               |   | Añorga KKE            | 2                        | 1                        |                          |  |                       |                     |                     |  |
|  |                                 |                                 |                                 |   | Añorga KKE            | 2                        | 1                        |                          |  |                       |                     |                     |  |
|  |                                 |                                 | Oiartzun KKE                    | 0 | 2                     |                          |                          |                          |  |                       |                     |                     |  |
|  | Oiartzun KKE                    | 8                               | Oiartzun KKE                    | 0 | 2                     | 3                        |                          |                          |  |                       |                     |                     |  |
|  | Oiartzun KKE                    | 8                               |                                 |   |                       |                          |                          |                          |  |                       |                     |                     |  |
|  | Athenas CF                      | 0                               | 0                               |   |                       |                          |                          |                          |  |                       |                     |                     |  |
|  | Athenas CF                      | 0                               | 0                               |   |                       |                          |                          |                          |  |                       |                     |                     |  |
|  |                                 |                                 |                                 |   |                       |                          |                          |                          |  |                       |                     |                     |  |